# Navarra (Portugal)
Navarra era una freguesia portuguesa del municipio de Braga, distrito de Braga. 

## Geografía
Estaba situada en el extremo norte del municipio de Braga, limitando con el de Amares y a orillas del río Cávado. Ocupa un área de 2,23 km² para una población de 460 habitantes.
Está delimitado por las localidades de Adaúfe, Crespos y Santa Lucrécia de Algeriz y el río Cávado.
Está compuesto por 28 calles: Assento, Burgo, Costa, Nogueira, Pardieiros, Poça, Souto, Sapateiro, Manuel Carvalho, Fonte Covelo, Marginal,Padre Alberto Sepulveda, Manuel José Fernandes, Albino Duarte Pinheiro, Passadiço, Nossa Sra de Lurdes, Av Dr.Domingos Soares,Trav Dr. Domingos Soares, Trav da Costa, Trav de Nogueira, Trav Nossa Sra de Lurdes, Trav Do Passadiço, Trav Poça, Caminho da Veiga, Caminho do Burgo, Caminho da Fontebeita, Caminho de Vilar, Largo de Santa Cristina.

### Demografía
| Población de la freguesia de Navarra (1864 – 2011) | Población de la freguesia de Navarra (1864 – 2011) | Población de la freguesia de Navarra (1864 – 2011) | Población de la freguesia de Navarra (1864 – 2011) | Población de la freguesia de Navarra (1864 – 2011) | Población de la freguesia de Navarra (1864 – 2011) | Población de la freguesia de Navarra (1864 – 2011) | Población de la freguesia de Navarra (1864 – 2011) | Población de la freguesia de Navarra (1864 – 2011) | Población de la freguesia de Navarra (1864 – 2011) | Población de la freguesia de Navarra (1864 – 2011) | Población de la freguesia de Navarra (1864 – 2011) | Población de la freguesia de Navarra (1864 – 2011) | Población de la freguesia de Navarra (1864 – 2011) | Población de la freguesia de Navarra (1864 – 2011) |
| -------------------------------------------------- | -------------------------------------------------- | -------------------------------------------------- | -------------------------------------------------- | -------------------------------------------------- | -------------------------------------------------- | -------------------------------------------------- | -------------------------------------------------- | -------------------------------------------------- | -------------------------------------------------- | -------------------------------------------------- | -------------------------------------------------- | -------------------------------------------------- | -------------------------------------------------- | -------------------------------------------------- |
| 1864                                               | 1878                                               | 1890                                               | 1900                                               | 1911                                               | 1920                                               | 1930                                               | 1940                                               | 1950                                               | 1960                                               | 1970                                               | 1981                                               | 1991                                               | 2001                                               | 2011                                               |
| 372                                                | 379                                                | 407                                                | 375                                                | 394                                                | 382                                                | 443                                                | 488                                                | 442                                                | 495                                                | 473                                                | 479                                                | 446                                                | 454                                                | 460                                                |

## Historia
La freguesia de Navarra aparece mencionada por primera vez en el llamado Censual del Obipos D. Pedro, documento elaborado durante la restauración de la Archidiócesis de Braga durante el reinado de García II de Galicia. En tal documento realmente se relaciona esta parroquia dividida en dos: "San Laurentio de Nogaria" y "San Xrina de Nogaria", cuyas formas actuales se corresponde respectivamente con San Lorenzo y Santa Cristina de Navarra (cuya capilla aún existe actualmente). En topónimo original sería así Nogaria. Es difícil explicar lingüísticamente el intercambio fonético entre "v" y "g". Con todo, en los censos de 1220 durante el reinado de Alfonso II se relaciona la parroquia con el nombre de "S. Laurentio de Navaira", es decir, ya muy cercano a la denominación actual. Aunque es imposible saber cómo se produjo el intercambio de nombre entre 1080 y 1220 lo cierto es que, sin duda, sí se trata de la misma parroquia. Será en 1540 cuando la parroquia se registra con el nombre de "São Lourenço de Navarra", la designación que se mantiene hasta la actualidad.
El 5 de marzo de 1808 la residencia parroquial sufrió un incendio que destruyó cerca de 70 años de registros parroquiales, salvándose milagrosamente los anteriores a 1720 y los pertenecientes a la Cofradía del Santísimo Sacramento que acabaron ligeramente chamuscados dejando evidencia del incendio ocurrido.
Fue suprimida el 28 de enero de 2013, en aplicación de una resolución de la Asamblea de la República portuguesa promulgada el 16 de enero de 2013 al unirse con la freguesia de Santa Lucrécia de Algeriz, formando la nueva freguesia de Santa Lucrécia de Algeriz e Navarra.

## Patrimonio
En el patrimonio histórico-artístico de Navarra se cuenta la iglesia parroquial y la capilla de Santa Cristina, datada en 1698, pero remodelada en 2003.